# Microibidion muticum
Microibidion muticum är en skalbaggsart som först beskrevs av Martins 1962.  Microibidion muticum ingår i släktet Microibidion och familjen långhorningar. Inga underarter finns listade i Catalogue of Life.